# Musculus zygomaticus minor
De musculus zygomaticus minor of kleine jukspier is een spier die een paar vormt met de grotere musculus zygomaticus major. De musculus zygomaticus minor loopt van voor op het jukbeen naar de bovenlip. De musculus zygomaticus minor ligt zelf meer naar voren en is kleiner dan de musculus zygomaticus major. De spier trekt de bovenlip naar achter-omhoog. om een glimlach te vormen. De musculus zygomaticus minor wordt geïnnerveerd door de nervus facialis.